# Derrick Phelps
Derrick Michael Phelps, (Queens, Nueva York; 31 de julio de 1972) es un exjugador y entrenador de baloncesto estadounidense. Con 1.93 de estatura, su puesto natural en la cancha era el de base. 

## Trayectoria
- Universidad de North Carolina (1990-1994)
- Chicago Rockers (1994-1995)
- Sacramento Kings (1995)
- Chicago Rockers (1995-1996)
- Brose Baskets (1996-1997)
- La Crosse Bobcats (1997-1998)
- Rockford Lightning  (1998)
- Telekom Bonn (1998-2000)
- Alba Berlín (2000-2002)
- CSP Limoges (2002-2003)
- EnBW Ludwigsburg (2003-2004)
- Śląsk Wrocław (2004)
- EiffelTowers  (2004-2005)
- Brose Baskets (2005-2006)
- Spartak Primor'e (2006-2007)
- CS Gaz Metan Mediaş (baloncesto) (2009-2010)